# Lilla tjärnen (Lysviks socken, Värmland)
Lilla tjärnen är en sjö i Sunne kommun i Värmland och ingår i Göta älvs huvudavrinningsområde. Sjöns area är 0,014 kvadratkilometer och den är belägen 295 meter över havet.